# Maichelina
Maichelina es un género de foraminífero bentónico de la familia Pachyphloiidae, de la superfamilia Geinitzinoidea, del suborden Fusulinina y del orden Fusulinida. Su especie tipo es Maichelina consueta. Su rango cronoestratigráfico abarca el Lopingiense (Pérmico superior).

## Clasificación
Maichelina incluye a las siguientes especies:
- Maichelina consueta †
- Maichelina maichense †